# John Heathcote
John Heathcote ( vers 1727 - 29 juillet 1795) est un député britannique .

## Biographie
Il est le deuxième fils de John Heathcote (2e baronnet), de Normanton, Rutland, dont il hérite des domaines à Steeple Gidding et Conington, Huntingdonshire en 1759. Il étudie le droit à Lincoln's Inn (1744).
Il devient membre de la Royal Society le 12 mai 1768 .
Il sert comme haut shérif du Cambridgeshire et du Huntingdonshire de 1767 à 1768 et est député de Rutland du 29 juin 1790 jusqu'à sa mort.
Il épouse Lydia Moyer (décédée le 14 août 1822) le 27 octobre 1764, ils ont deux enfants :
- John Heathcote (1767-1838) (en) (14 novembre 1767 - 3 mai 1838)
- Lydia Heathcote (décédée le 18 mars 1848 à York) épouse le 6 juin 1811 William Henry Dawnay 6e vicomte Downe (décédé le 23 mai 1846). Ils ont deux fils et une fille.

John Heathcote est enterré à Chingford Essex.